# Ґобустан
Ґобуста́н (азерб. Qobustan) — місто (із 2008 року) в Азербайджані, адміністративний центр Ґобустанського району. До 25 квітня 2008 року називався Мараза (азерб. Mərəzə). Ґобустан розташований на сході від Шемахі, за 101 км від столиці Азербайджану.

## Населення
Згідно етнографічним матеріалам кінця XIX століття, Ґобустан (Мараза) був російським поселенням. Населення міста становить 7 100 осіб.

## Історія
Згідно одинадцятому випуску «Збірника матеріалів для опису місцин та племен Кавказу» (1891 рік) у селі «Марази» на 1886 рік жило 1 612 осіб, переважно — російські колонізатори.
В 1920—1930 та у 1943—1960 роках був центром Маразинського району Азербайджанської РСР. Пізніше адміністративним центром сільського та селищної ради в Шемахінському районі. Із дня створення Гобустанського району є його адміністративним центром.
Статус селища міського типу мав із 1968 року. Із квітня 2008 року — місто. Тоді ж назву Мараза було змінено на Ґобустан.

## Культура
Основною діяльністю населення із давніх часів було килимарство. Місцеві килими «Мараза», «Чуханли», «Чемчемли» відносяться до Ширванскої школи килимарства. 

Ґобустанські килими
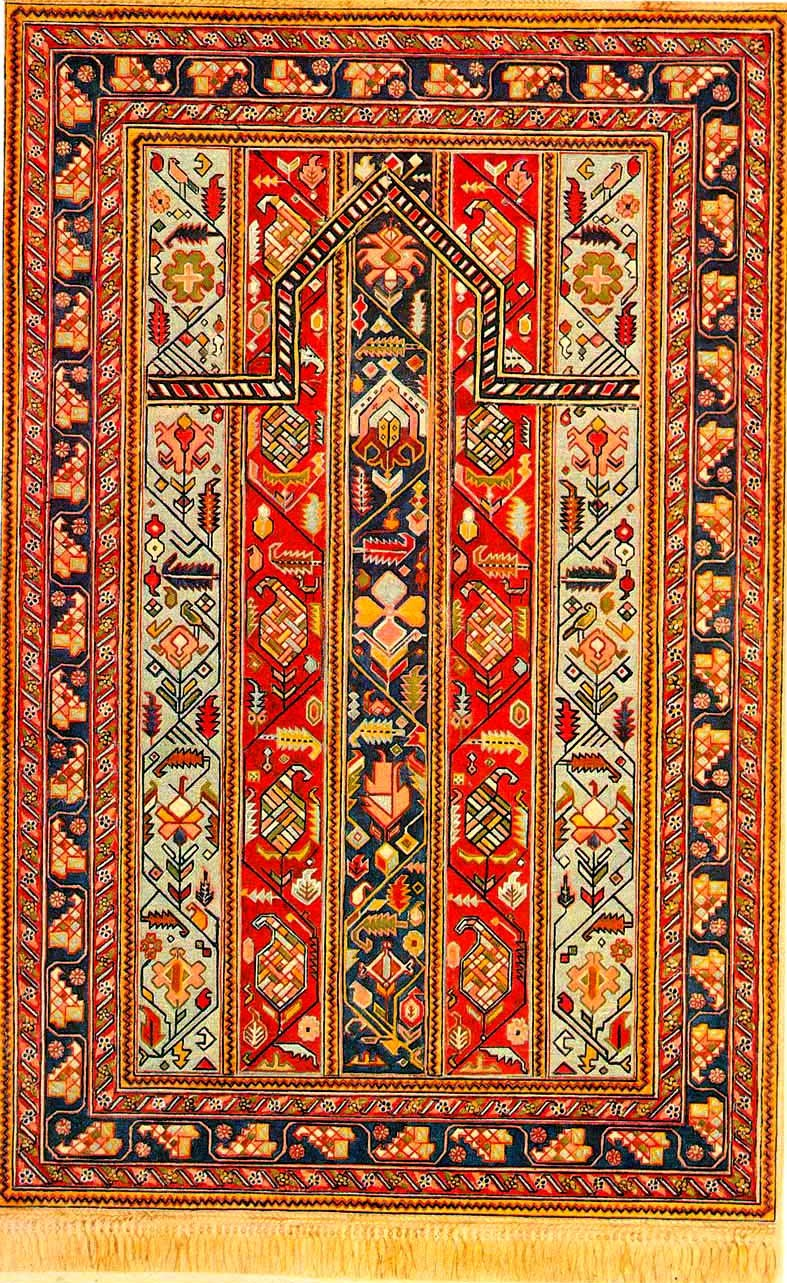
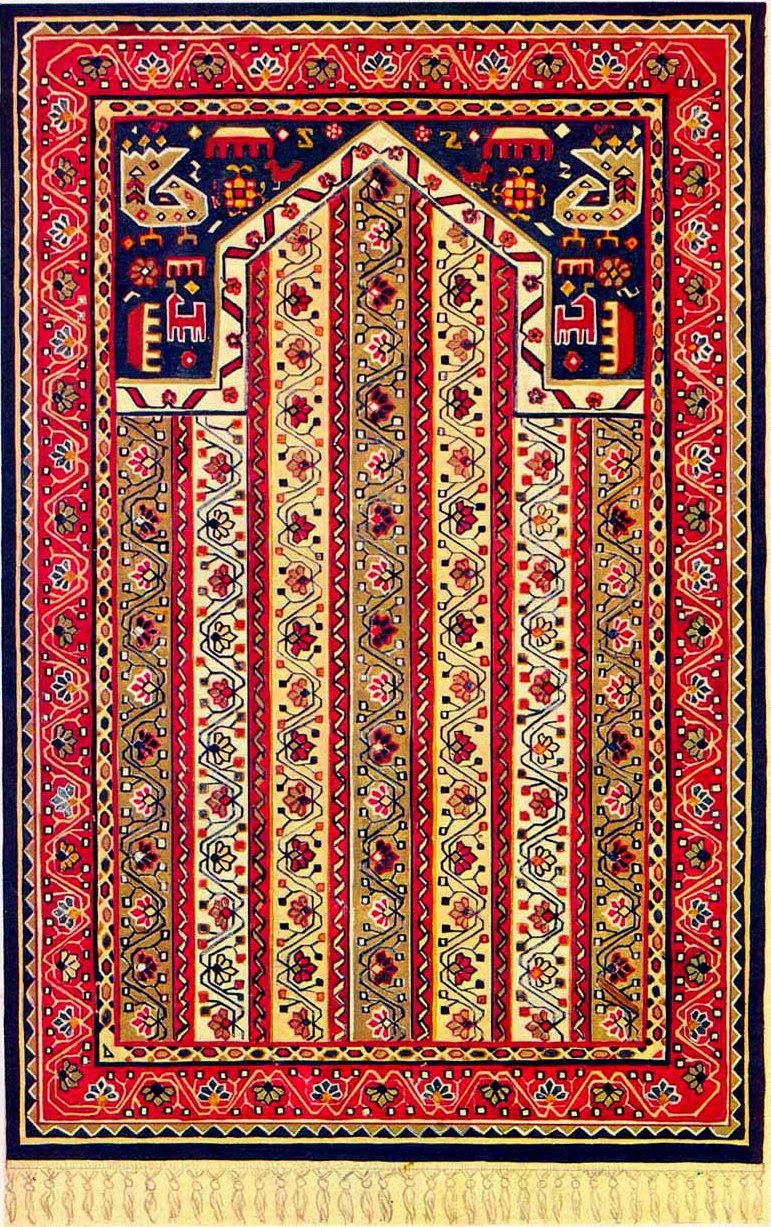
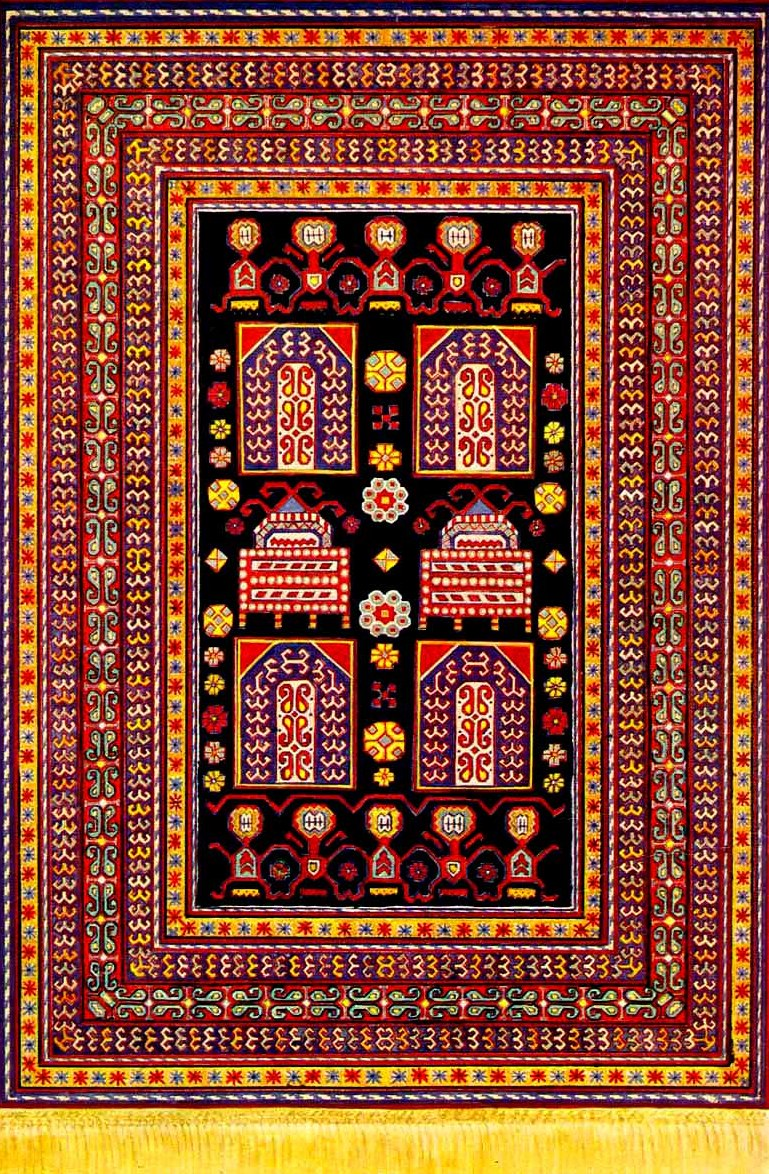
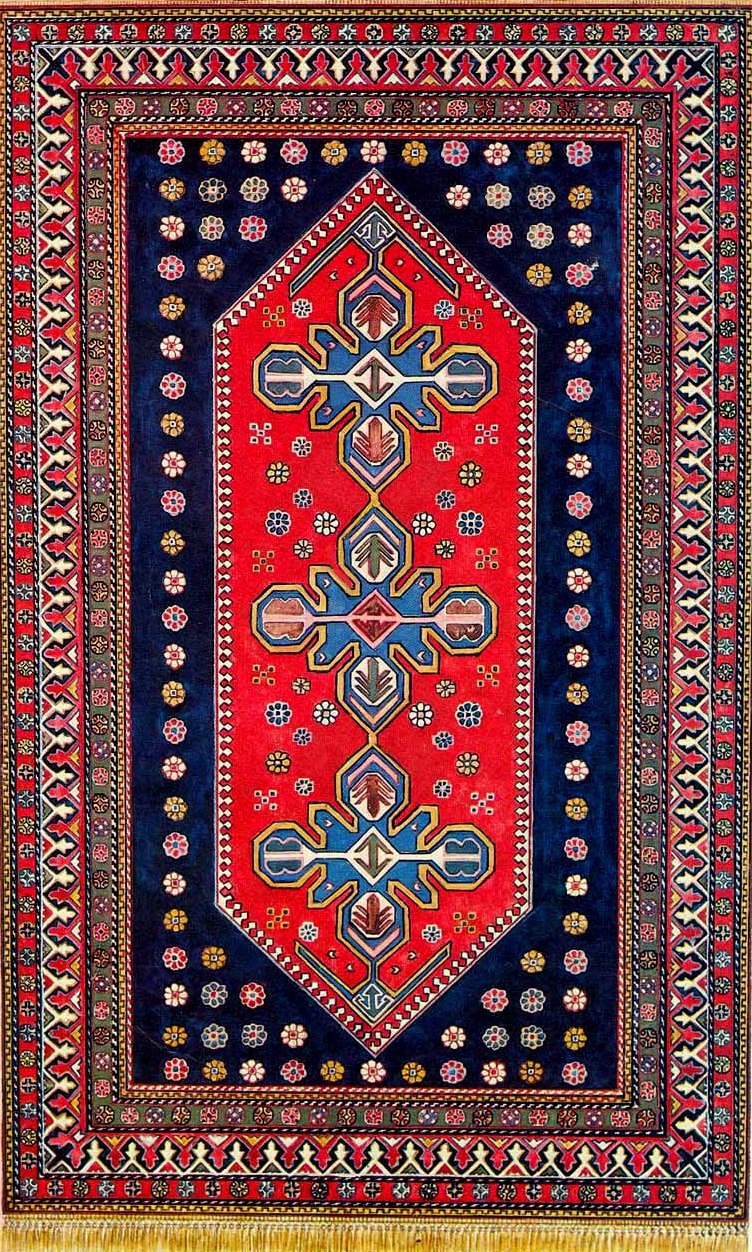
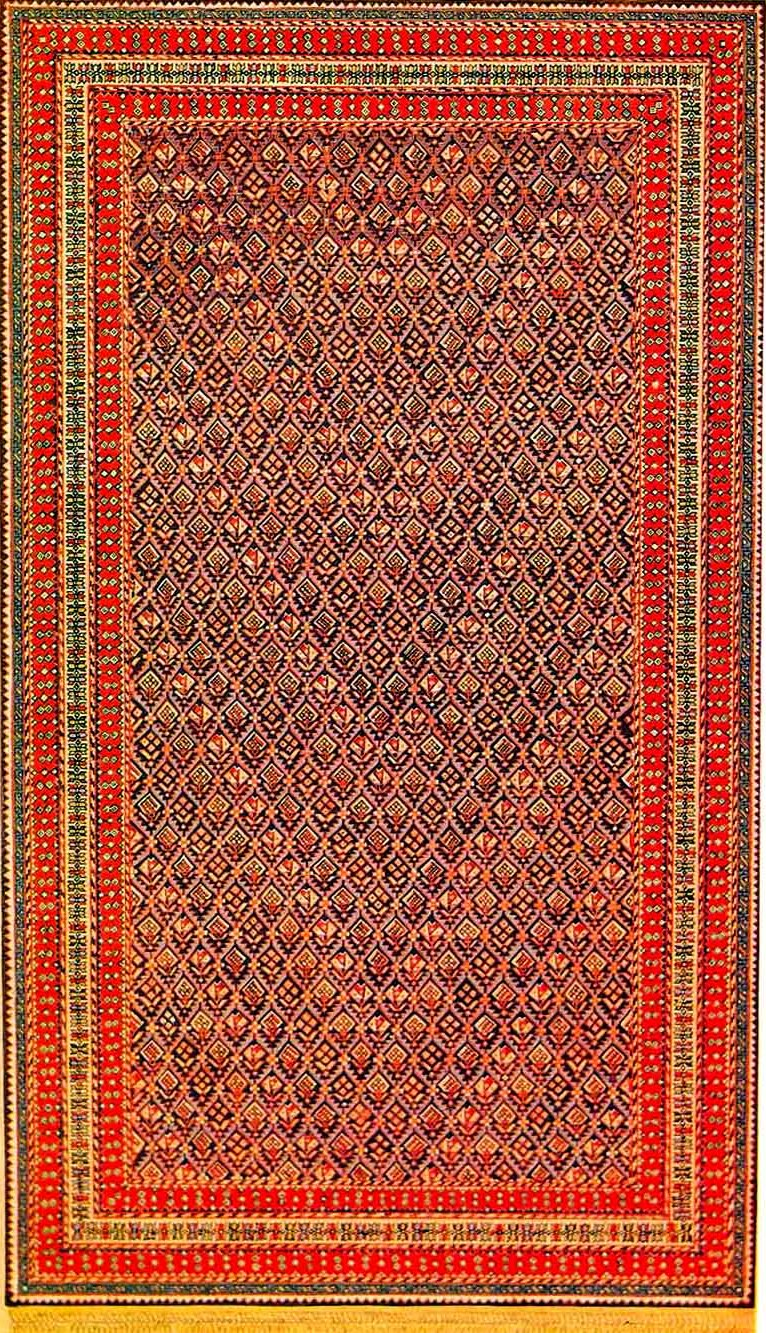
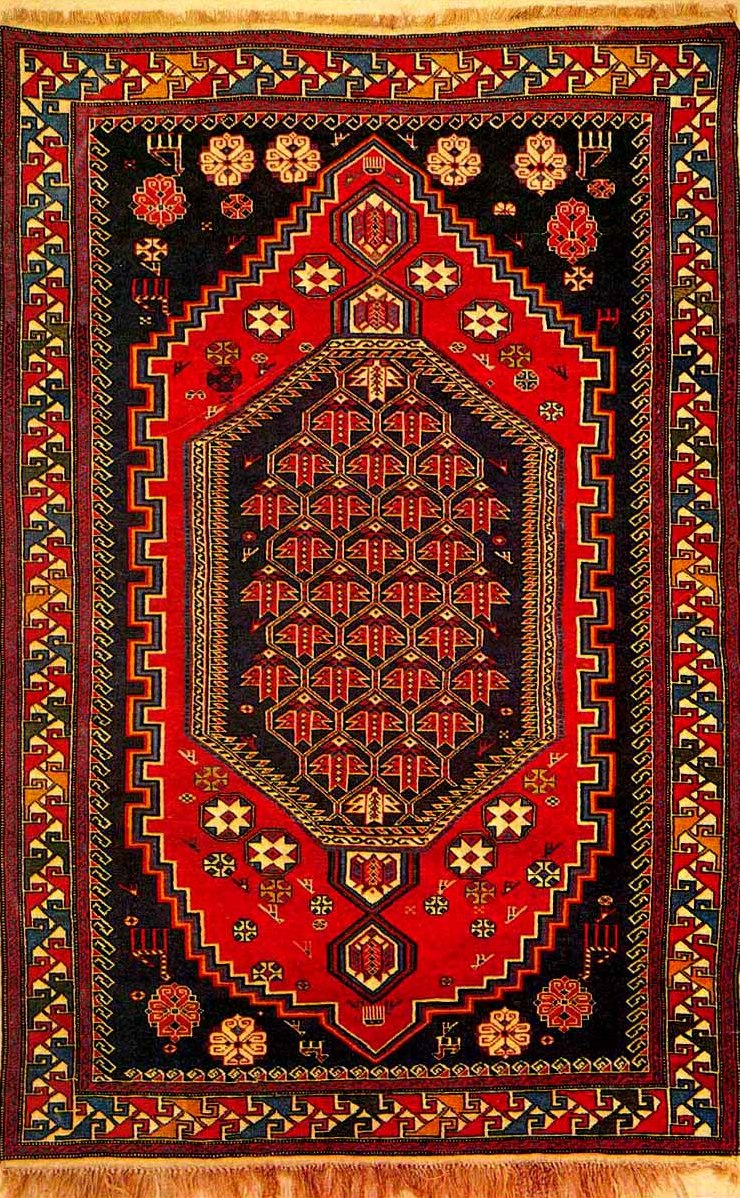

## Пам'ятки
У місті розташований Мавзолей Дірі Баби, зведений в 1402 році. Це двоетажний мавзолей-мечеть, яка розташована напроти старого кладовища. На стіні висічений поминальний текст, в якому згадується ім'я ширваншаха — Шейха Ібрагіма I. Відділяє один етаж від іншого — декоративний ярус із написом, ніби оперізуючий будівлю. Мавзолей примикає до скали, в масиві якої вирізаний грот. Це і є місце захоронення святого. Сюди ж веде вузький хід в північній стіні.

Мавзолей Дірі Баба
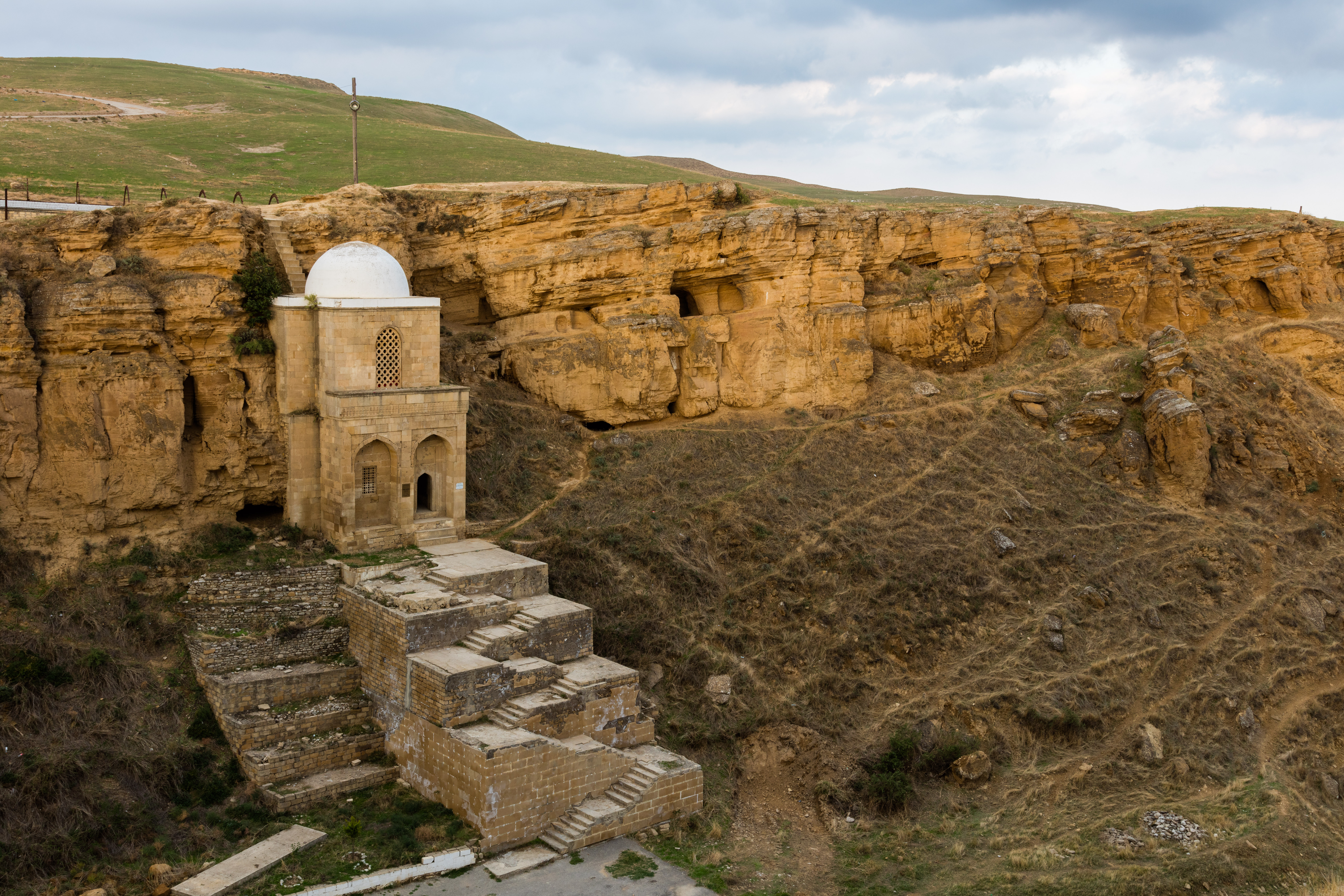
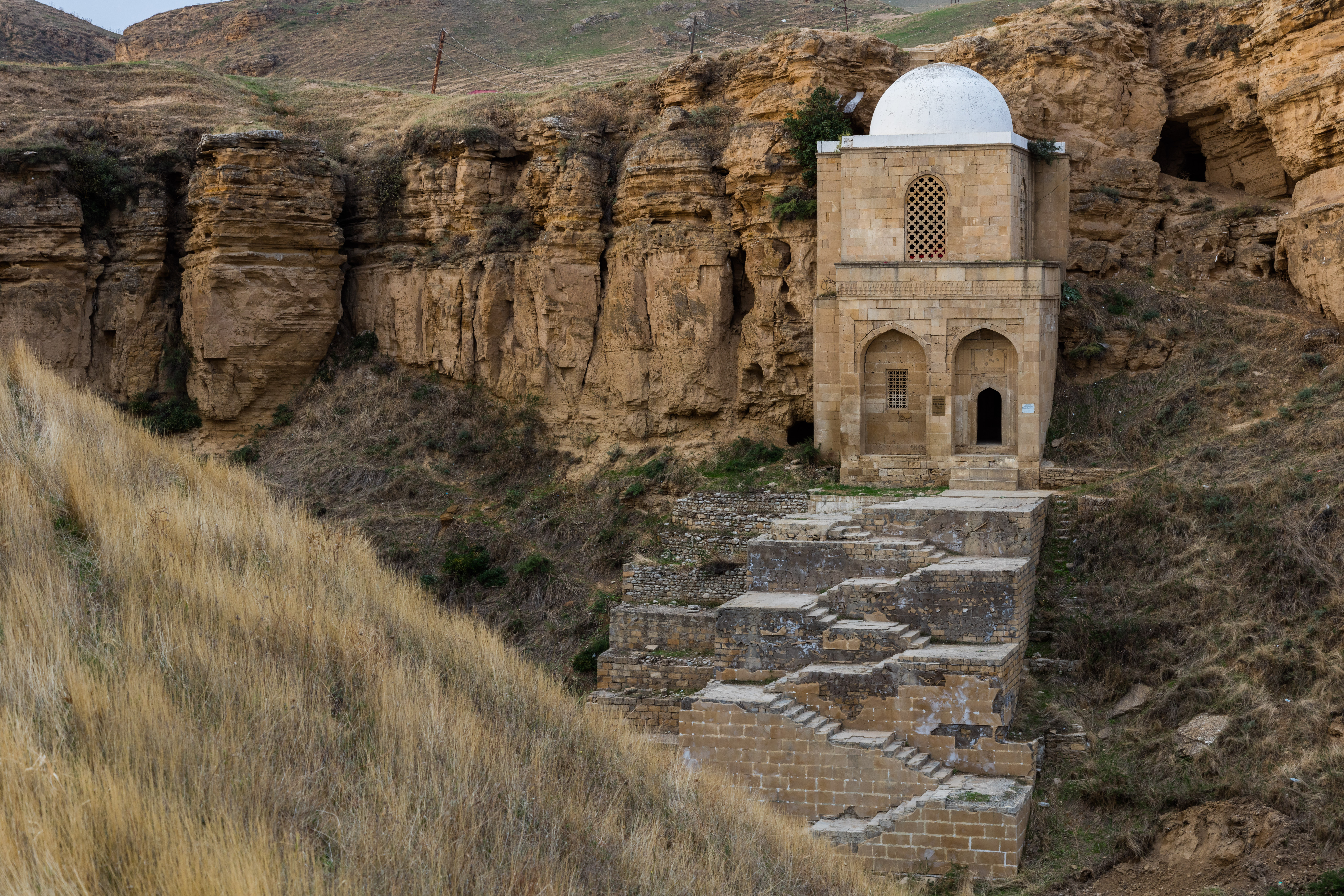
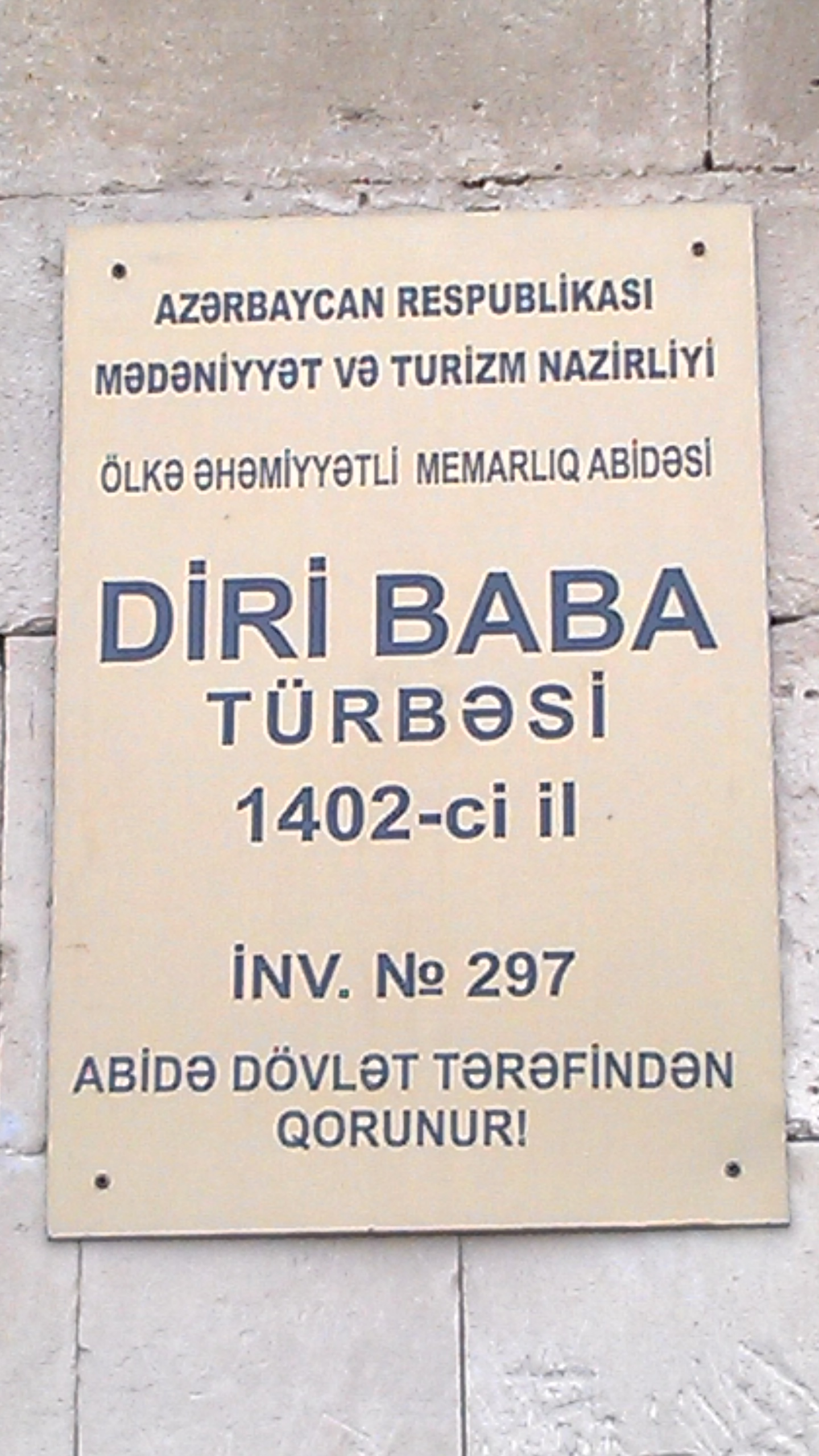
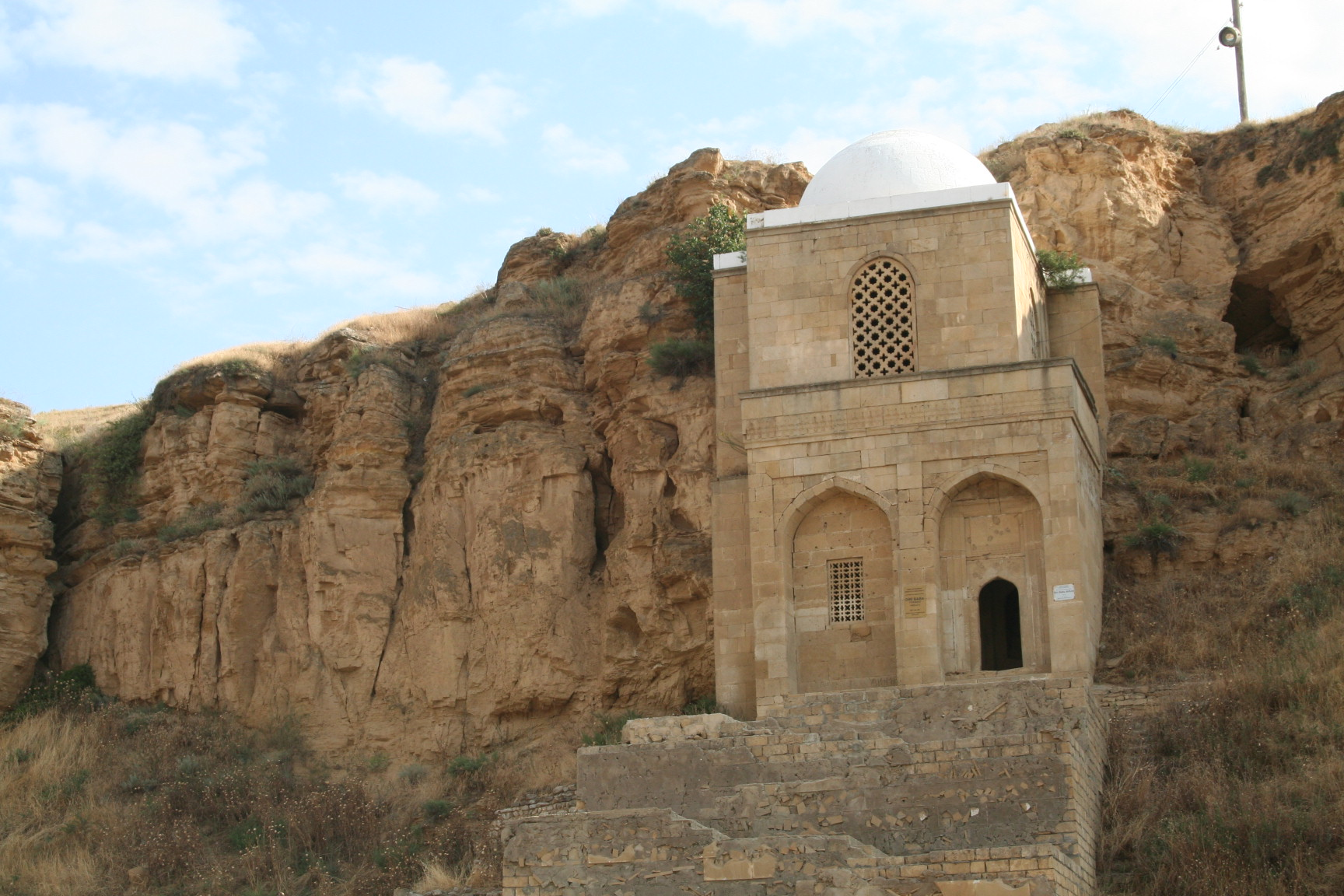
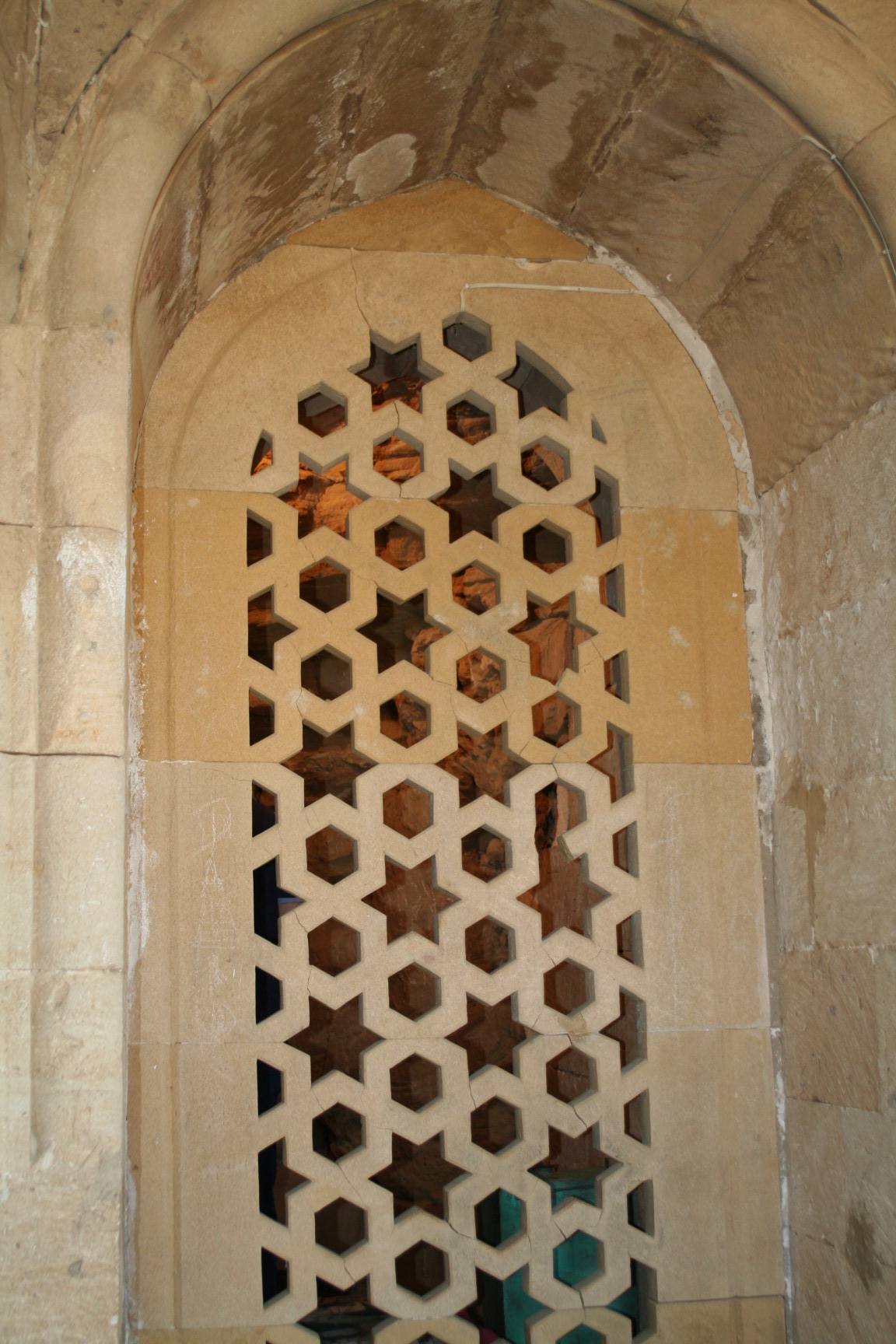
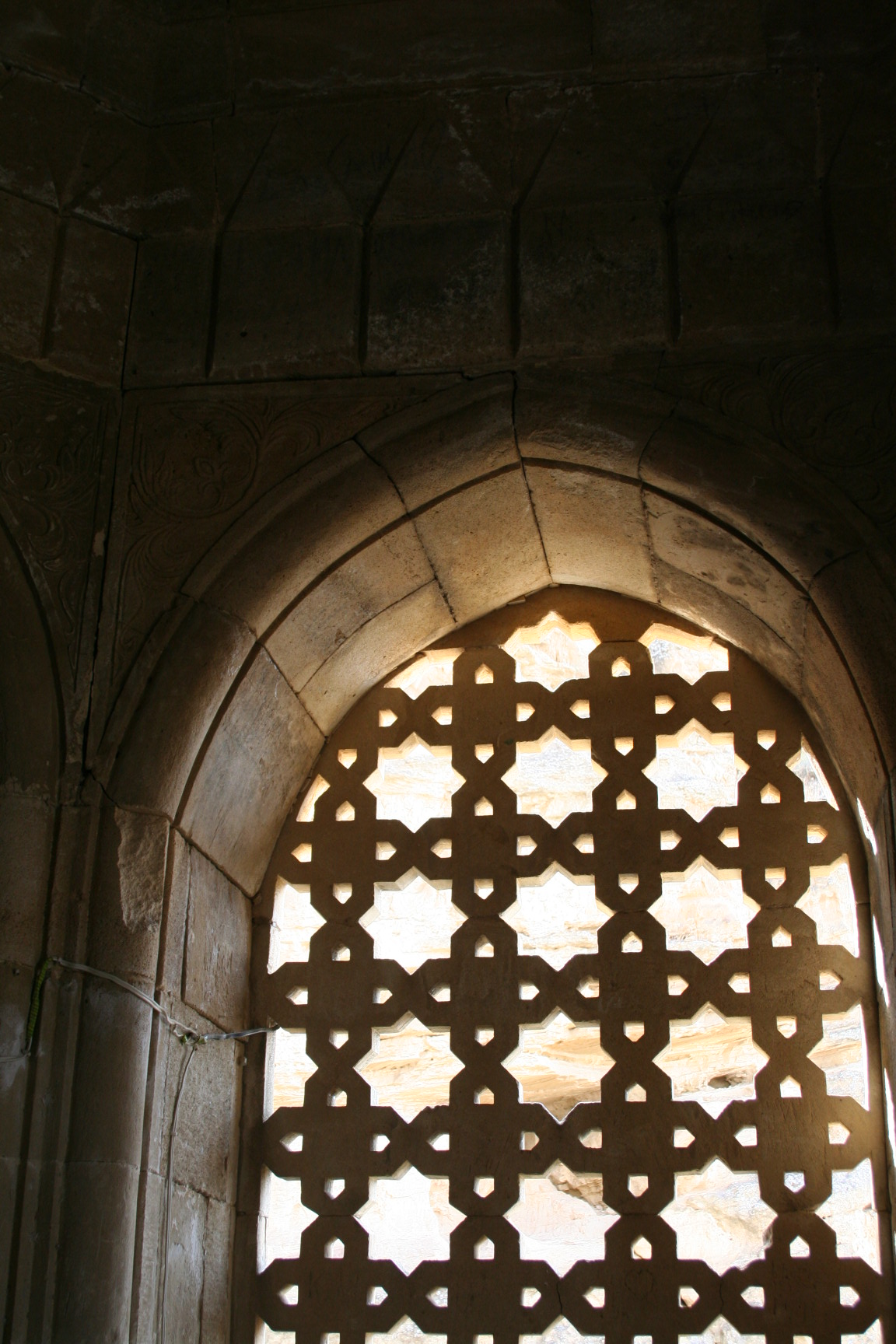
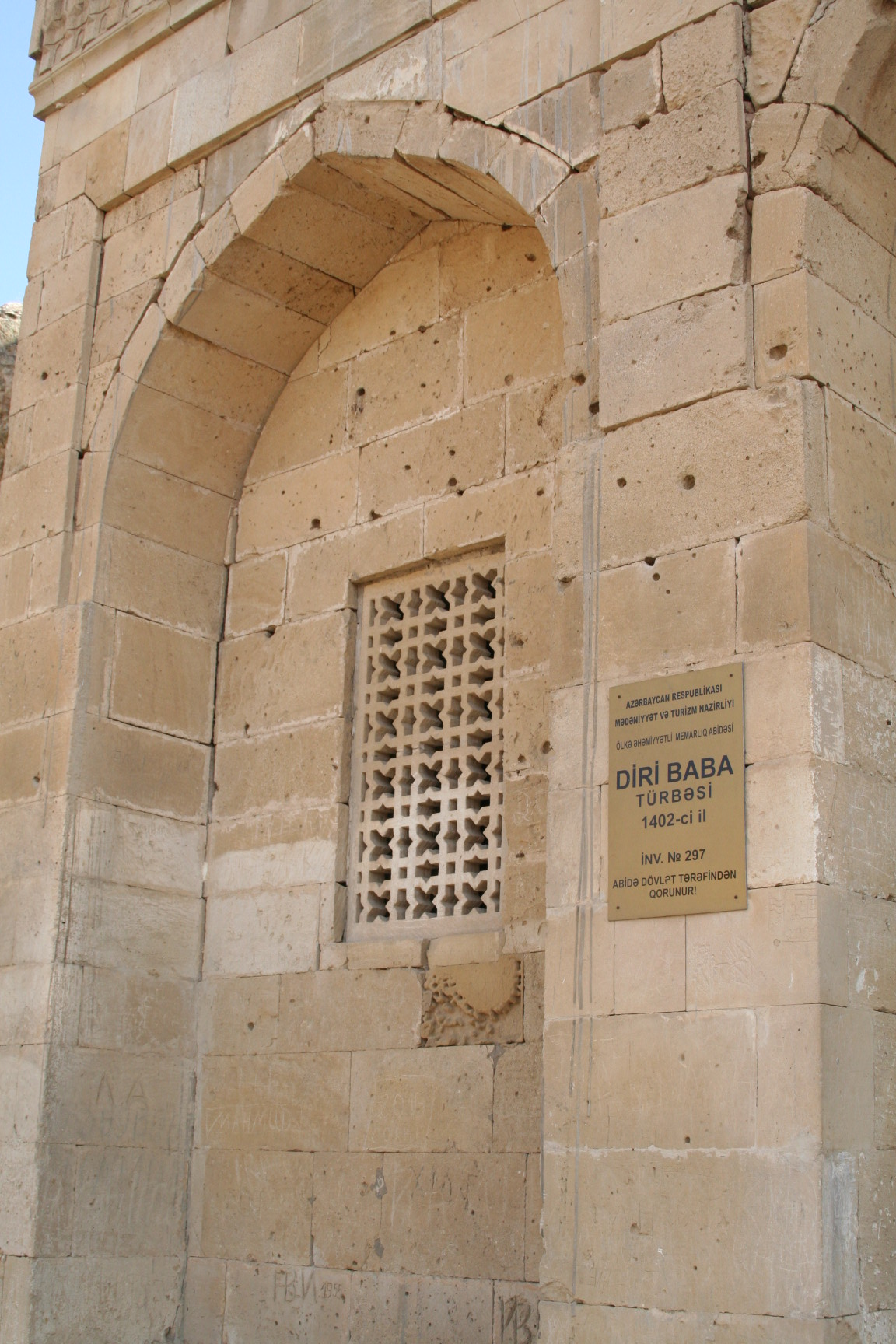
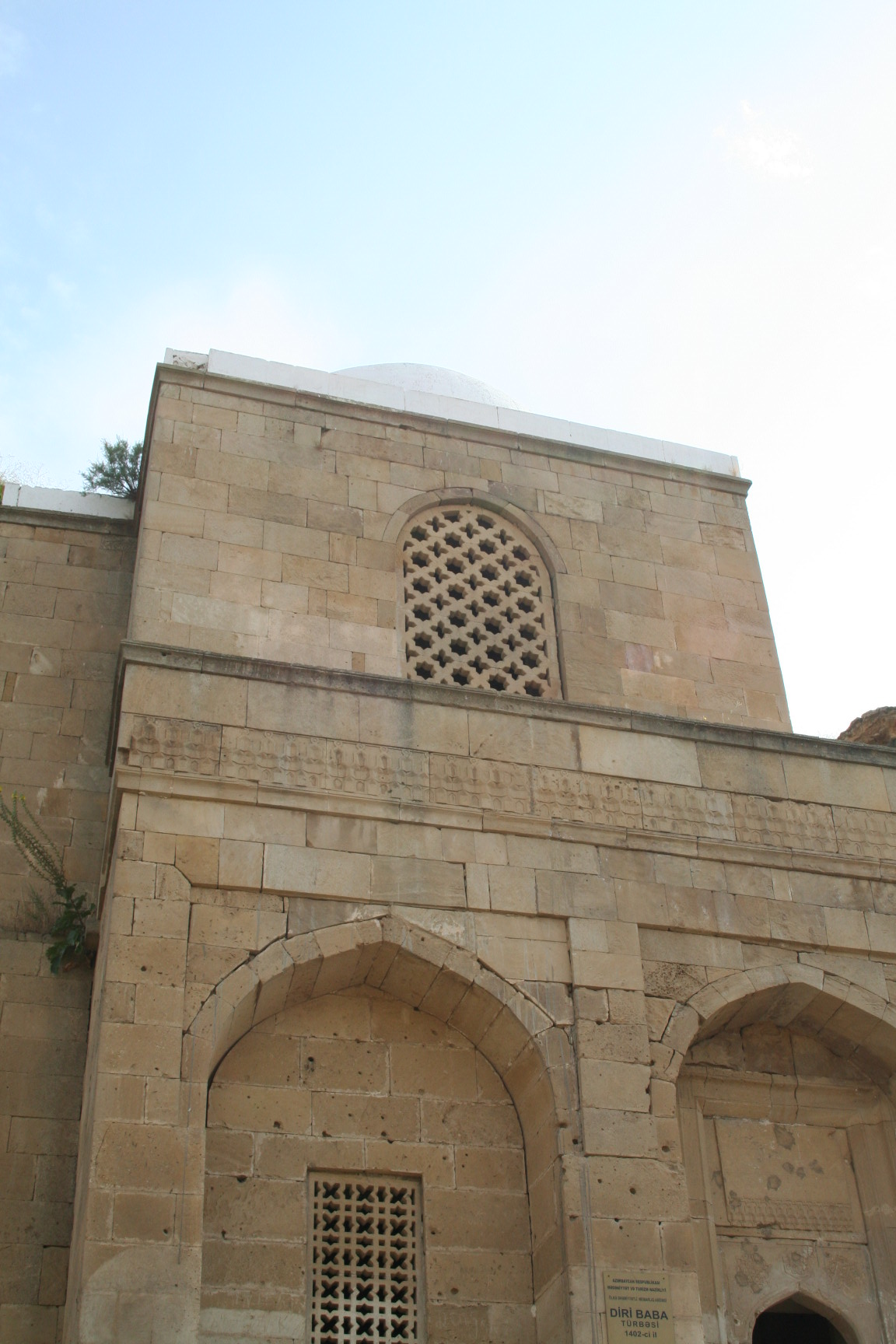
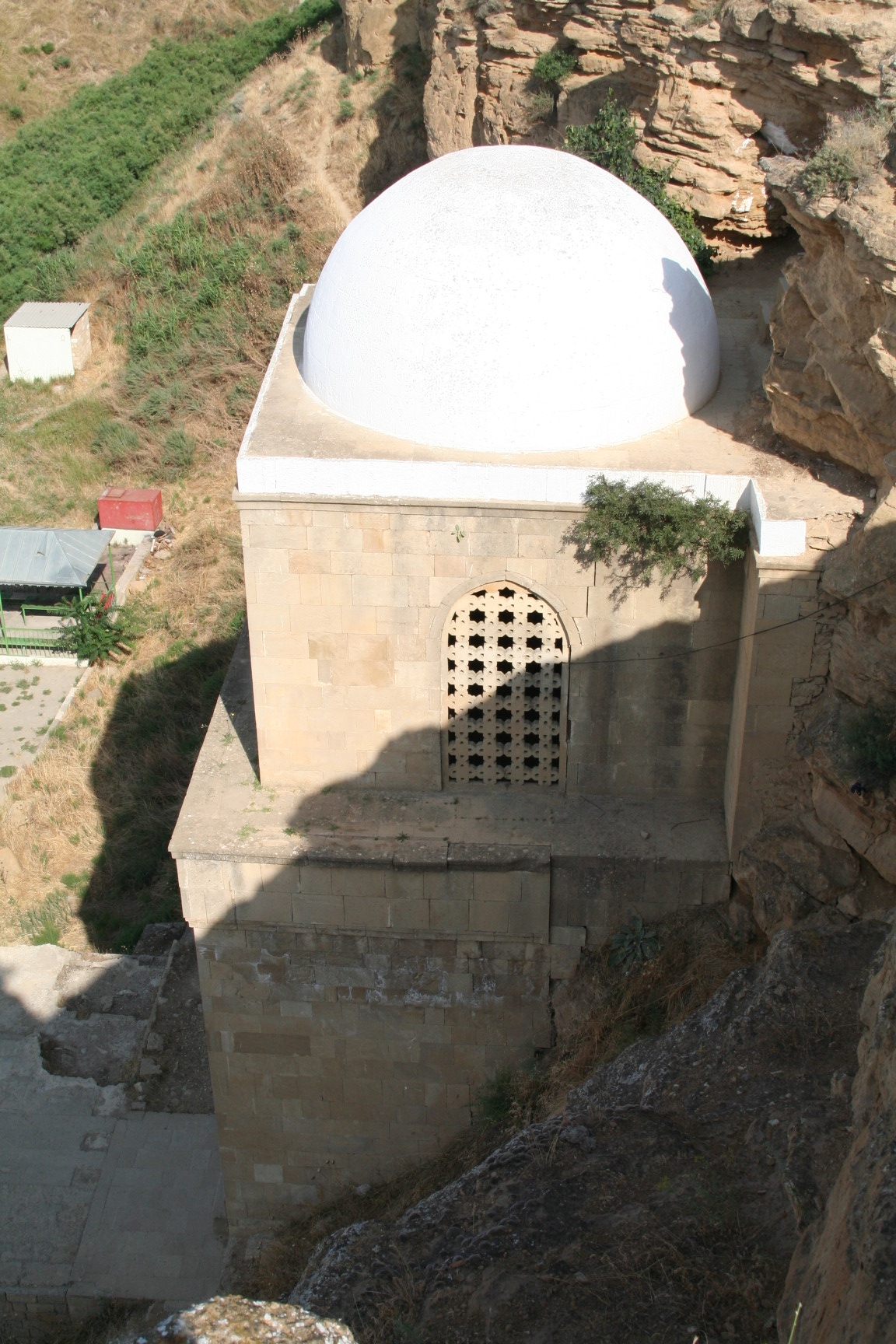